# Game Revolution
Game Revolution (dawniej Game-Revolution) lub GR – amerykańska strona internetowa o grach komputerowych, która dostarcza wiadomości, recenzji, zapowiedzi, materiałów do pobrania, kody do gier, sklep, komiksy internetowe zrzuty i filmy z gier. Strona została założona w kwietniu 1996 roku, wkrótce odnotowywano setki tysięcy wejść dziennie na stronę. 25 lutego 2008 roku ogłoszono, że strona została zakupiona przez CraveOnline.